# 심곡천 (인천광역시)
심곡천(深谷川)은 인천광역시 서구 천마산에서 발원하여 옛 청라도 남쪽 부근에서 황해로 유입하는 하천이다. 7.75km 구간이 지방하천으로 관리받고 있다.

## 수계
심곡천은 천마산에서 발원하여 황해로 유입되는 하천 수계이다. 약9.9km에 이르는 구간중 해수 구간 및 복개구간 그리고 자연하천구간이 서로 이어져있다.
도심의 복개구간과 해수가 유입되는 해수구간은 자연하천구간의 생태환경유지에 매우 취약한 조건으로 알려져있다.

## 같이 보기
- 공촌천